# 인도네시아의 동티모르 점령
인도네시아의 동티모르 점령은 카네이션 혁명 이후 동티모르 독립혁명전선이 동티모르의 사실상 독립을 이루자, 이를 용납하지 않은 인도네시아가 인도네시아의 동티모르 침공을 하여 포르투갈령 티모르를 동티모르주로 강제 병합 통치한 일이다.
이 기간 중 벌어진 동티모르 집단학살로 주민 1/4이 사망했다. 특히 악명높은 학살은 1991년 벌어진 산타크루즈 학살이다.
독립 국민투표와 1999년 동티모르 위기를 끝으로 유엔 통치를 거쳐 독립하였다.
1. ↑  https://www.yna.co.kr/view/AKR20190724090800104